# النظامي العروضي
النظامي العروضي (ت. نحو 560 هـ، 1110-1161م) هو عالم وأديب فارسي عاش في القرن السادس الهجري.
هو أبو الحسن نجم الدين ونظام الدين أحمد بن عمر بن علي السمرقندي، المعروف بالعروضي، المشهور بنظامي عروضي، اشتهر بالعروضي لتضلعه في علم العروض.
ولد في اواخر القرن الخامس الهجري في سمرقند ، وعاصر السلطان سنجر السلجوقي ، كما قابل كلاً من الشاعرين عمر الخيّام ونظامي الكنجوي. توفي حدود سنة 560 هـ، وقيل سنة 570 هـ.

## آثاره
«چهار مقاله»، «ويس ورامين» و أو «مجمع النوادر» و ديوان شعر.

## روابط خارجية
- النظامي العروضي على موقع الموسوعة البريطانية (الإنجليزية)